# Toujours un ailleurs
Albums de Anggun
Échos
(2011) 8
(2018)
Singles
1. A nos enfants
Sortie : 29 juin 2015
2. Nos vies parallèles
Sortie : 25 septembre 2015
3. Face au vent
Sortie : 19 février 2016

Toujours un ailleurs est le 6e album en français de la chanteuse Anggun, paru le 20 novembre 2015. Contrairement aux précédents albums, celui-ci est destinée uniquement au marché français.

## Liste des titres
L'album contient 14 titres :
1. À nos enfants
2. Nos vies parallèles (avec Florent Pagny)
3. Face au vent
4. Perfect World
5. À quelque pas de nous
6. Mon capitaine
7. Toujours un ailleurs
8. Née quelque part
9. La Promesse
10. Est-ce que tu viendras ?
11. Il suffit
12. Aucune différence
13. Un jour à la fois
14. Perfect World (acoustique)

## Classement hebdomadaire
| Classement (2015)            | Meilleure position |
| ---------------------------- | ------------------ |
| Belgique (Wallonie Ultratop) | 43                 |
| France (SNEP)                | 43                 |

1. ↑  Ultratop.be – Anggun – Toujours un ailleurs. Ultratop 200 albums. Ultratop et Hung Medien / hitparade.ch.
2. ↑  Lescharts.com – Anggun – Toujours un ailleurs. SNEP. Hung Medien.